# Crepischiza sinuaticeps
Crepischiza sinuaticeps är en skalbaggsart som beskrevs av Moser 1914. Crepischiza sinuaticeps ingår i släktet Crepischiza och familjen Melolonthidae. Inga underarter finns listade i Catalogue of Life.